# 浅川達人
浅川 達人（あさかわ たつと、1965年 - ）は、日本の社会学者。早稲田大学人間科学学術院人間環境科学科教授。日本都市社会学会会長。

## 人物・経歴
長野県松本市生まれ。1984年長野県松本深志高等学校卒業。1990年上智大学文学部社会学科卒業。1992年東京都立大学大学院社会科学研究科社会学専攻修了。1994年東京都老人総合研究所社会学部門研究助手。1995年東京都立大学大学院社会科学研究科社会学専攻博士後期課程満期退学。1996年東海大学健康科学部社会福祉学科専任講師。2000年同助教授。2003年放送大学教養学部助教授。2005年日本都市社会学会賞（磯村記念賞）受賞。2006年明治学院大学社会学部教授。2012年統計情報研究開発センターシンフォニカ統計GIS活動奨励賞受賞。2020年早稲田大学人間科学学術院教授。2021年日本都市社会学会会長、日本社会学会庶務理事、東京都立大学博士（社会学）、日本都市社会学会賞（磯村記念賞）受賞。2025年に令和７年度科学技術分野の文部科学大臣表彰の科学技術賞（研究部門）を受賞。

## 著作
- 『社会調査』（原純輔と共著）放送大学教育振興会 2005年
- 『現代コミュニティ論』（船津衛と共著）放送大学教育振興会 2006年
- 『看護・福祉・医学統計学 : SPSS入門から研究まで』（大櫛陽一, 春木康男, 松木秀明と共著）福村出版 2007年
- 『現代都市とコミュニティ』（玉野和志と共著）放送大学教育振興会 2010年
- 『ひとりで学べる社会統計学』ミネルヴァ書房 2011年
- 『現代コミュニティとは何か : 「現代コミュニティの社会学」入門』（船津衛と共著）恒星社厚生閣 2014年
- 『都市を観る : 社会地図で可視化した都市社会の構造』春風社 2022年

### 編著
- 『21世紀の社会学』（船津衛, 山田真茂留と共編著） 放送大学教育振興会 2005年
- 『市民と社会を考えるために』（天川晃, 高木保興と共編著）放送大学教育振興会 2007年
- 『21世紀社会とは何か : 「現代社会学」入門』（船津衛, 山田真茂留と共編著）恒星社厚生閣 2014年
- 『格差社会と都市空間 : 東京圏の社会地図1990-2010』（橋本健二と共編著）鹿島出版会 2020年

### 編集
- 『新編東京圏の社会地図 : 1975-90』（倉沢進と共編）東京大学出版会 2004年
- 『東京大都市圏の空間形成とコミュニティ』（玉野和志と共編）古今書院 2009年